# Zítkovy sady
Zítkovy sady jsou nevelký veřejný parčík v Praze 2, v sousedství Palackého náměstí, náměstí Pod Emauzy a Rašínova nábřeží. Prostranství pojmenované po architektu Josefu Zítkovi je chráněno jako významná archeologická plocha.

## Historie a popis
Lokalita Zítkových sadů bývala ve 12. až 19. století částí staré vorařské čtvrti Podskalí, mohly by se tu proto ještě nacházet zbytky původní zástavby a také základů středověkého kostela sv. Jana Křtitele. Začátkem 20. století v souvislosti s budováním východního předmostí Palackého mostu byla celá oblast postupně asanována, upravovalo se nové nábřeží a stavěly se činžovní domy.
Park má tvar obdélníku o rozměrech asi 70 × 90 m, kratší strany ohraničuje na severu o něco výše položené Palackého náměstí, na jihu Dřevná ulice. Delší strany tvoří na západě Rašínovo nábřeží, na východě budovy Ministerstva zdravotnictví a Ministerstva práce a sociálních věcí, mezi nimiž je náměstí Pod Emauzy. Tomu dominuje pomník Praha svým vítězným synům věnovaný československým legionářům a obětem I. světové války. Rovinatá plocha je převážně travnatá, cesty lemované záhony a živými ploty ji dělí na pravidelné obdélníky. Terénní nerovnosti vůči okolí jsou řešeny schodišti. Od rušné komunikace na Rašínově nábřeží a od dopravního uzlu na Palackého náměstí jsou sady odděleny řadami habrů.
V roce 1996 tu byl vybudován závlahový systém. Za zmínku stojí úvahy o možné budoucí podobě Zítkových sadů: ve snížené centrální části by mohla vzniknout vodní plocha, ve které by se zrcadlily věže Emauzského kláštera.